# Saint-Barthélemy (Seine-et-Marne)
Pour les articles homonymes, voir Saint-Barthélemy.
Saint-Barthélemy est une commune française située dans le département de Seine-et-Marne en région Île-de-France.

## Géographie

### Localisation
La commune est située à environ 6 kilomètres au nord-est de La Ferté-Gaucher.

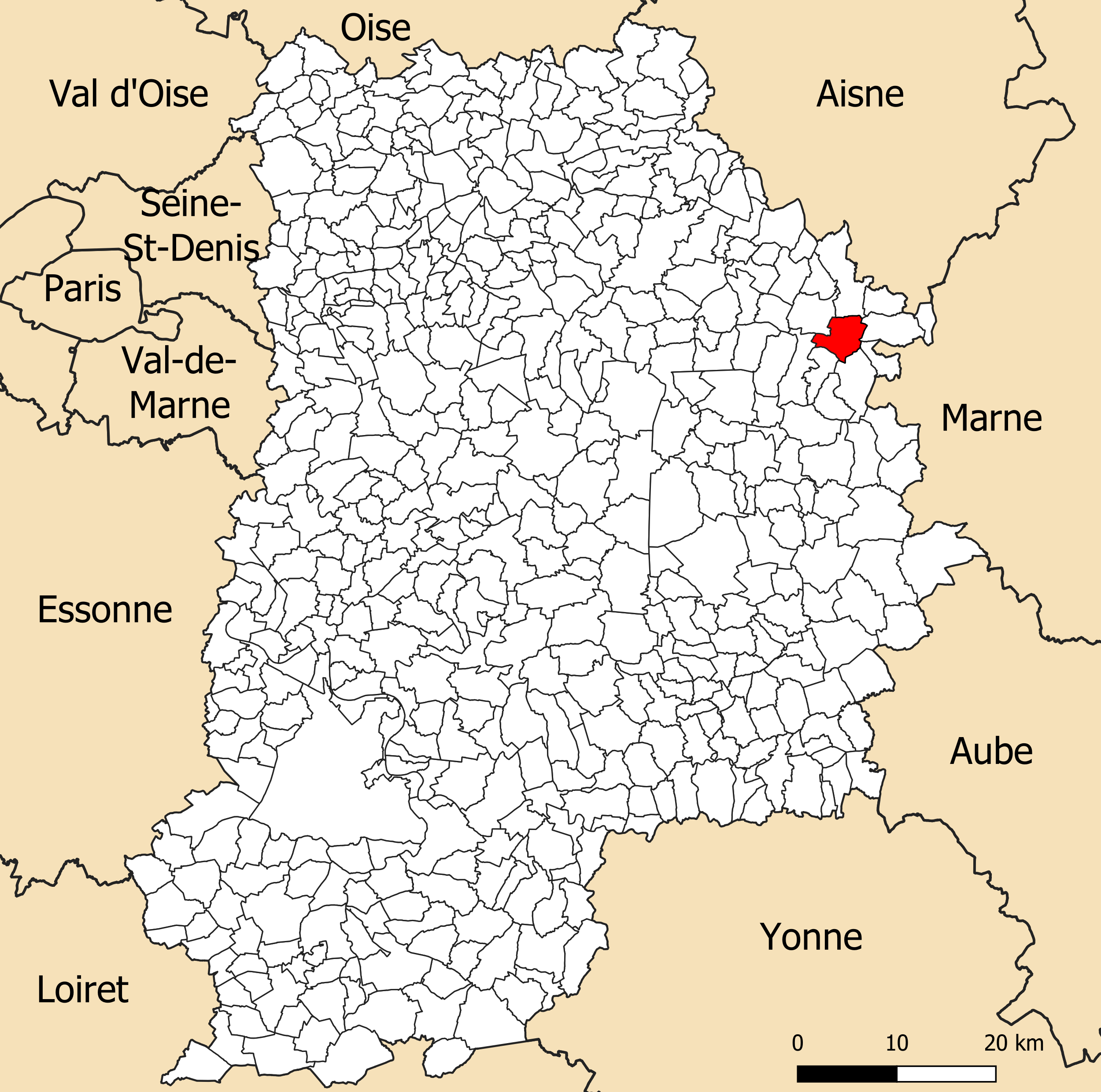
Localisation de la commune de Saint-Barthélemy dans le département de Seine-et-Marne.

### Communes limitrophes

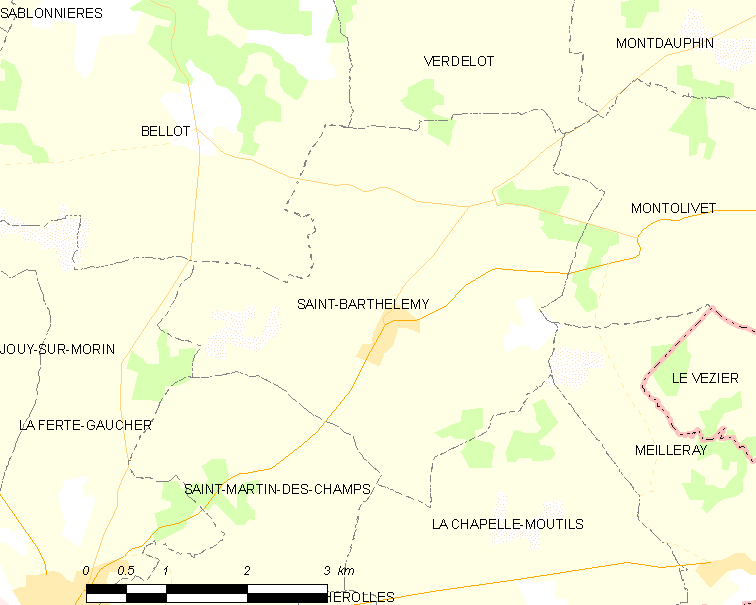
Carte des communes limitrophes de Saint-Barthélemy.

| Bellot                  | Verdelot         | Montolivet          |
| La Ferté-Gaucher        | Saint-Barthélemy | Meilleray           |
| Saint-Martin-des-Champs |                  | La Chapelle-Moutils |

### Hydrographie

#### Réseau hydrographique

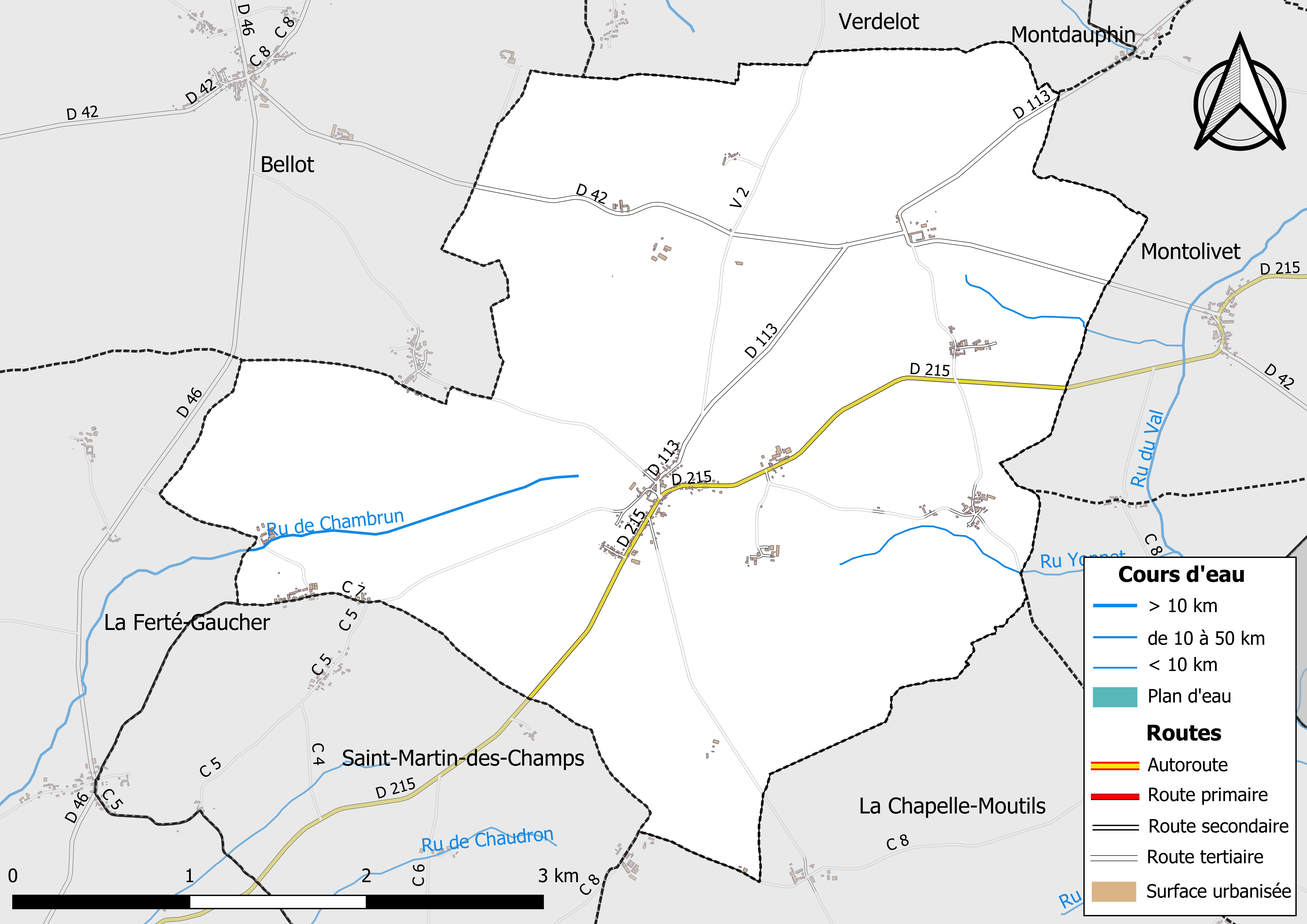
Carte des réseaux hydrographique et routier de Saint-Barthélemy.

Le réseau hydrographique de la commune se compose de trois cours d'eau référencés :
- le ru de Chambrun (ou ru du Vallot), 7,05 km[1], affluent du Grand Morin ;
- le ru Yonnet, 2,08 km[2], qui conflue avec le ru  du  Val ;
- le cours d'eau 02 de Thiercelieux 1,39 km[3], qui conflue avec le ru  du Val.

La longueur totale des cours d'eau sur la commune est de 3,95 km.

#### Gestion des cours d'eau
Afin d’atteindre le bon état des eaux imposé par la Directive-cadre sur l'eau du 23 octobre 2000, plusieurs outils de gestion intégrée s’articulent à différentes échelles : le SDAGE, à l’échelle du bassin hydrographique, et le SAGE, à l’échelle locale. Ce dernier fixe les objectifs généraux d’utilisation, de mise en valeur et de protection quantitative et qualitative des ressources en eau superficielle et souterraine. Le département de Seine-et-Marne est couvert par six SAGE, au sein du bassin Seine-Normandie.
La commune fait partie du SAGE « Petit et Grand Morin », approuvé le 21 octobre 2016. Le territoire de ce SAGE comprend les bassins du Petit Morin (630 km2) et du Grand Morin (1 185 km2). Le pilotage et l’animation du SAGE sont assurés par le syndicat mixte d'aménagement et de gestion des Eaux (SMAGE) des 2 Morin, qualifié de « structure porteuse ».

### Climat
Pour des articles plus généraux, voir Climat de l'Île-de-France et Climat de Seine-et-Marne.
En 2010, le climat de la commune est de type climat océanique dégradé des plaines du Centre et du Nord, selon une étude du CNRS s'appuyant sur une série de données couvrant la période 1971-2000. En 2020, Météo-France publie une typologie des climats de la France métropolitaine dans laquelle la commune est exposée à un climat océanique altéré et est dans la région climatique Nord-est du bassin Parisien, caractérisée par un ensoleillement médiocre, une pluviométrie moyenne régulièrement répartie au cours de l’année et un hiver froid (3 °C).
Pour la période 1971-2000, la température annuelle moyenne est de 10,4 °C, avec une amplitude thermique annuelle de 15,7 °C. Le cumul annuel moyen de précipitations est de 737 mm, avec 11,8 jours de précipitations en janvier et 8,1 jours en juillet. Pour la période 1991-2020, la température moyenne annuelle observée sur la station météorologique la plus proche, située sur la commune de Chevru à 15 km à vol d'oiseau, est de 11,2 °C et le cumul annuel moyen de précipitations est de 697,7 mm,. Pour l'avenir, les paramètres climatiques de la commune estimés pour 2050 selon différents scénarios d'émission de gaz à effet de serre sont consultables sur un site dédié publié par Météo-France en novembre 2022.

### Milieux naturels et biodiversité
Aucun espace naturel présentant un intérêt patrimonial n'est recensé sur la commune dans l'inventaire national du patrimoine naturel,,.

## Urbanisme

### Typologie
Au 1er janvier 2024, Saint-Barthélemy est catégorisée commune rurale à habitat dispersé, selon la nouvelle grille communale de densité à sept niveaux définie par l'Insee en 2022.
Elle est située hors unité urbaine. Par ailleurs la commune fait partie de l'aire d'attraction de Paris, dont elle est une commune de la couronne,. Cette aire regroupe 1 929 communes,.

### Lieux-dits et écarts
La commune compte 118 lieux-dits administratifs répertoriés consultables ici (source : le fichier Fantoir) dont Villiers-les-Maillets (château), Champ Bardin, Trois maisons.

### Occupation des sols
L'occupation des sols de la commune, telle qu'elle ressort de la base de données européenne d’occupation biophysique des sols Corine Land Cover (CLC), est marquée par l'importance des territoires agricoles (94,4 % en 2018), une proportion identique à celle de 1990 (94,4 %). La répartition détaillée en 2018 est la suivante : 
terres arables (90,5% ), forêts (3,9% ), zones agricoles hétérogènes (2,2% ), zones urbanisées (1,7% ), prairies (1,7 %).
Parallèlement, L'Institut Paris Région, agence d'urbanisme de la région Île-de-France, a mis en place un inventaire numérique de l'occupation du sol de l'Île-de-France, dénommé le MOS (Mode d'occupation du sol), actualisé régulièrement depuis sa première édition en 1982. Réalisé à partir de photos aériennes, le Mos distingue les espaces naturels, agricoles et forestiers mais aussi les espaces urbains (habitat, infrastructures, équipements, activités économiques, etc.) selon une classification pouvant aller jusqu'à 81 postes, différente de celle de Corine Land Cover,,. L'Institut met également à disposition des outils permettant de visualiser par photo aérienne l'évolution de l'occupation des sols de la commune entre 1949 et 2018.

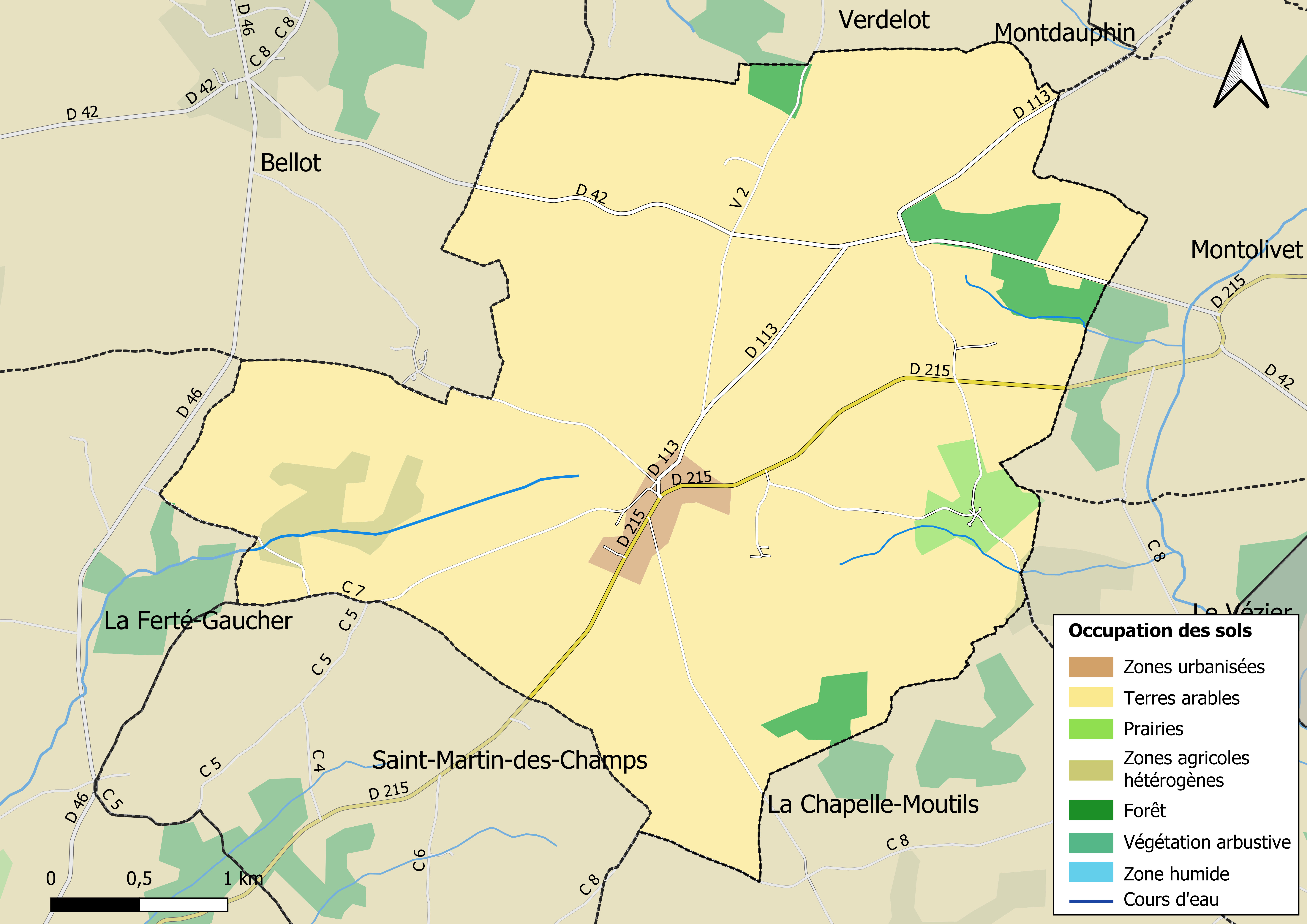
Carte des infrastructures et de l'occupation des sols en 2018 (CLC) de la commune.
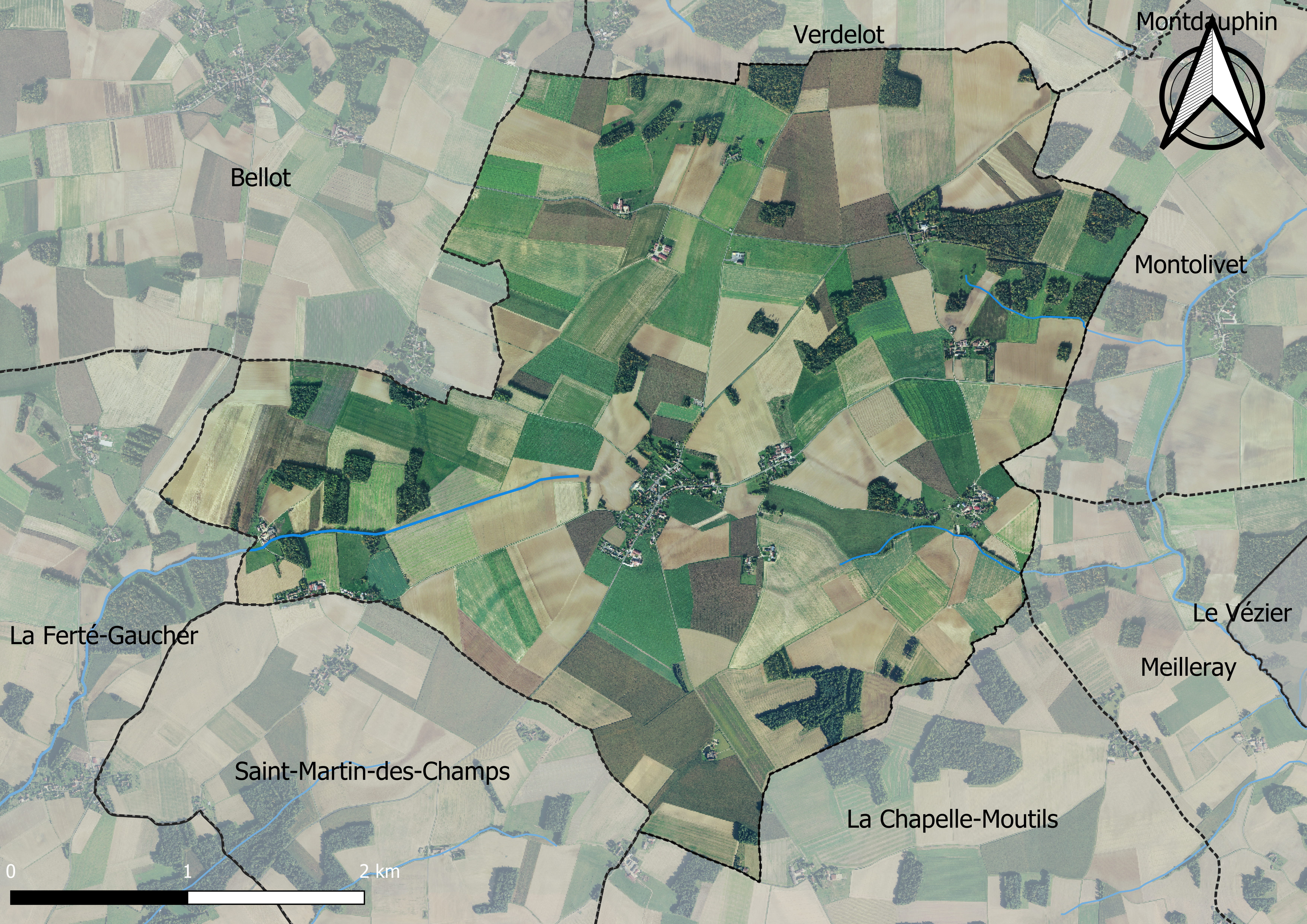
Carte orhophotogrammétrique de la commune.

### Planification
La commune disposait en 2019 d'une carte communale approuvée. Un plan local d'urbanisme intercommunal couvrant le territoire de la communauté de communes des Deux Morin, prescrit le 28 juin 2018, était en élaboration,.

### Logement
En 2017, le nombre total de logements dans la commune était de 148 dont 99,3 % de maisons et 0,7 % d'appartements.
Parmi ces logements, 91,2 % étaient des résidences principales, 3,5 % des résidences secondaires et 5,3 % des logements vacants.
La part des ménages fiscaux propriétaires de leur résidence principale s'élevait à 81,3 % contre 18 % de locataires et 0,7 % logés gratuitement.

## Toponymie
Le nom de la localité, un hagiotoponyme, fait référence à Barthélémy, apôtre du Ier siècle auquel est dédiée l'église.
Le nom est mentionné sous les formes Ecclesia de Sancto Bartholomeo en 1112 ; Sanctus Bartholomeus in Bello loco en 1230 ; Saint Barthélemy en Beaulieu en 1656 ; Saint-Barthélemy-en-Beaulieu en 1793.
Au cours de  la Révolution française, en l'an II, la commune porte le nom de Barthélemy-Préhaut (ou Gréhaut).

## Politique et administration

### Liste des maires
| Période                                  | Période   | Identité    | Étiquette | Qualité |
| ---------------------------------------- | --------- | ----------- | --------- | --- |
| Les données manquantes sont à compléter. |           |             |           | |
| mars 1953                                | mars 1989 | Roger Roch  |           | |
| mars 1989                                | En cours  | Michel Roch |           | Agriculteur retraité, fils du précédent Vice-président de la CC des Deux Morin (2017 → ) Réélu pour le mandat 2020-2026 |

## Équipements et services

### Eau et assainissement
L’organisation de la distribution de l’eau potable, de la collecte et du traitement des eaux usées et pluviales relève des communes. La loi NOTRe de 2015 a accru le rôle des EPCI à fiscalité propre en leur transférant cette compétence. Ce transfert devait en principe être effectif au 1er janvier 2020, mais la loi Ferrand-Fesneau du 3 août 2018 a introduit la possibilité d’un report de ce transfert au 1er janvier 2026,.

#### Assainissement des eaux usées
En 2020, la commune de Saint-Barthélemy ne dispose pas d'assainissement collectif,.
L’assainissement non collectif (ANC) désigne les installations individuelles de traitement des eaux domestiques qui ne sont pas desservies par un réseau public de collecte des eaux usées et qui doivent en conséquence traiter elles-mêmes leurs eaux usées avant de les rejeter dans le milieu naturel. Le Syndicat mixte d'assainissement du Nord-Est  (SIANE) assure pour le compte de la commune le service public d'assainissement non collectif (SPANC), qui a pour mission de vérifier la bonne exécution des travaux de réalisation et de réhabilitation, ainsi que le bon fonctionnement et l’entretien des installations,.

#### Eau potable
En 2020, l'alimentation en eau potable est assurée par le syndicat de l'Eau de l'Est seine-et-marnais (S2E77) qui gère le service en régie,,.

## Population et société

### Démographie
L'évolution du nombre d'habitants est connue à travers les recensements de la population effectués dans la commune depuis 1793. Pour les communes de moins de 10 000 habitants, une enquête de recensement portant sur toute la population est réalisée tous les cinq ans, les populations de référence des années intermédiaires étant quant à elles estimées par interpolation ou extrapolation. Pour la commune, le premier recensement exhaustif entrant dans le cadre du nouveau dispositif a été réalisé en 2004.

En 2022, la commune comptait 340 habitants, en évolution de +4,62 % par rapport à 2016 (Seine-et-Marne : +3,92 %, France hors Mayotte : +2,11 %).
| 1793 | 1800 | 1806 | 1821 | 1831 | 1836 | 1841 | 1846 | 1851 |
| ---- | ---- | ---- | ---- | ---- | ---- | ---- | ---- | ---- |
| 353  | 376  | 364  | 380  | 389  | 412  | 395  | 443  | 461  |

| 1856 | 1861 | 1866 | 1872 | 1876 | 1881 | 1886 | 1891 | 1896 |
| ---- | ---- | ---- | ---- | ---- | ---- | ---- | ---- | ---- |
| 482  | 465  | 446  | 438  | 427  | 427  | 440  | 424  | 417  |

| 1901 | 1906 | 1911 | 1921 | 1926 | 1931 | 1936 | 1946 | 1954 |
| ---- | ---- | ---- | ---- | ---- | ---- | ---- | ---- | ---- |
| 414  | 402  | 407  | 344  | 328  | 300  | 272  | 260  | 237  |

| 1962 | 1968 | 1975 | 1982 | 1990 | 1999 | 2004 | 2006 | 2009 |
| ---- | ---- | ---- | ---- | ---- | ---- | ---- | ---- | ---- |
| 257  | 194  | 205  | 209  | 327  | 361  | 340  | 329  | 365  |

| 2014 | 2019 | 2022 | - | - | - | - | - | - |
| ---- | ---- | ---- | - | - | - | - | - | - |
| 343  | 338  | 340  | - | - | - | - | - | - |

## Économie

### Revenus de la population et fiscalité
En 2018, le nombre de ménages fiscaux de la commune était de 140, représentant 358 personnes et la  médiane du revenu disponible par unité de consommation  de 21 820 euros.

### Emploi
En 2017 , le nombre total d’emplois dans la zone était de 35, occupant 150 actifs  résidants.
Le taux d'activité de la population (actifs ayant un emploi) âgée de 15 à 64 ans s'élevait à 69,6 % contre un taux de chômage de 8,9 %.
Les 21,5 % d’inactifs se répartissent de la façon suivante : 8,9 % d’étudiants et stagiaires non rémunérés, 7 % de retraités ou préretraités et 5,6 % pour les autres inactifs.

### Secteurs d'activité

#### Entreprises et commerces
En 2019, le nombre d’unités légales et d’établissements (activités marchandes hors agriculture) par secteur d'activité était de 11 dont 1 dans l’industrie manufacturière, industries extractives et autres, 3 dans la construction, 2 dans le commerce de gros et de détail, transports, hébergement et restauration, 3 dans les activités spécialisées, scientifiques et techniques et activités de services administratifs et de soutien et 2 dans l’administration publique, enseignement, santé humaine et action sociale.
En 2020, 3 entreprises individuelles ont été créées sur le territoire de la commune.
Au 1er janvier 2021, la commune ne disposait pas d’hôtel et de terrain de camping.

#### Agriculture
Saint-Barthélemy est dans la petite région agricole dénommée la « Brie laitière » (anciennement Brie des étangs), une partie de la Brie à l'est de Coulommiers. En 2010, l'orientation technico-économique de l'agriculture sur la commune est la culture de céréales et d'oléoprotéagineux (COP).
Si la productivité agricole de la Seine-et-Marne se situe dans le peloton de tête des départements français, le département enregistre un double phénomène de disparition des terres cultivables (près de 2 000 ha par an dans les années 1980, moins dans les années 2000) et de réduction d'environ 30 % du nombre d'agriculteurs dans les années 2010. Cette tendance se retrouve au niveau de la commune où le nombre d’exploitations est passé de 19 en 1988 à 14 en 2010. Parallèlement, la taille de ces exploitations augmente, passant de 66 ha en 1988 à 133 ha en 2010.
Le tableau ci-dessous présente les principales caractéristiques des exploitations agricoles de Saint-Barthélemy, observées sur une période de 22 ans : 
|                                      | 1988  | 2000  | 2010  |
| ------------------------------------ | ----- | ----- | ----- |
| Dimension économique,                |       |       |       |
| Nombre d’exploitations (u)           | 19    | 12    | 14    |
| Travail (UTA)                        | 32    | 21    | 23    |
| Surface agricole utilisée (ha)       | 1 250 | 1 489 | 1 862 |
| Cultures                             |       |       |       |
| Terres labourables (ha)              | 1 148 | 1 412 | 1 799 |
| Céréales (ha)                        | 751   | 985   | 1 231 |
| dont blé tendre (ha)                 | 454   | 669   | 809   |
| dont maïs-grain et maïs-semence (ha) | 85    | 94    | 298   |
| Tournesol (ha)                       | 25    |       |       |
| Colza et navette (ha)                | 120   | 104   | 129   |
| Élevage                              |       |       |       |
| Cheptel (UGBTA)                      | 493   | 363   | 418   |

## Culture locale et patrimoine

### Monuments et lieux remarquables
La commune ne compte pas de monument répertorié à l'inventaire des monuments historiques (Base Mérimée).

### Autres lieux et monuments
- L'église Saint-Barthélemy, auquel il convient d’ajouter le patrimoine mobilier classé suivant : 
  - Fonts baptismaux (nef)[55] ;
  - Dalle funéraire de deux ecclésiastiques (Mur ouest, à l'entrée)[56].
- Le château de Villiers-les-Maillets

Construit par l'architecte parisien Firmin Perlin (1747-1783) pour Antoine comte Daguin de Villette (1725-1803) qui possédait le fief depuis le 18 décembre 1761, l'ayant acquis de François des Cressonnières. Le gros-œuvre fut achevé en 1775. D'un néoclassicisme d'un style original, doté d'un seul étage et de combles, le corps de logis se caractérise par sa façade donnant sur la cour d'honneur, avec en partie centrale un avant-corps en refend sur toute la hauteur, coiffé d'un fronton de forme curviligne bordé par une corniche rampante qui, avec la corniche horizontale, enserrent le tympan vertical pour mieux le mettre en valeur. Des chambranles moulurés encadrent toutes les baies dont le traitement  composé de doucines, cavets et listels est semblable à celui de l'hôtel Mercy-Argenteau 16 boulevard Montmartre à Paris, réalisé également par Firmin Perlin et récemment restauré. La corniche se déroule en modillons, en périphérie du logis, comme une dentelle jouant en permanence avec la lumière et les ombres créées par le soleil. La tour médiévale circulaire qui se trouve à proximité est un vestige de l'ancien château féodal ainsi que les douves en eau qui entoure  le château actuel situé au même emplacement que le précédent ; la maison du garde-chasse au bord des douves date de la même époque. La chapelle a été construite par Etienne Bessot comte de Lamothe à la fin du XIXe  siècle, lorsqu'il hérita du domaine de sa petite-cousine, Alix de Mastin, arrière-petite-fille de la marquise de Flamarens qui fut l'adjudicataire du château en 1804 (4), à la suite du décès d'Antoine Daguin de Villette.
Elisabeth-Olympe-Louise-Armande-Félicité du Vigier, marquise de Flamarens, née à Bordeaux et baptisée le 14 novembre 1752 en l'église métropolitaine et primatiale Saint-André de Bordeaux, décéda en son château de Villiers-les-Maillets le 17 novembre 1835. Elle épousa le 1er Décembre 1767, en la chapelle de l'hôtel du duc de Nivernais, le frère jumeau du vicaire général de Monseigneur Phélypeaux d’Herbault, Agésilas-Joseph de Grossolles (1732-1818), marquis de Flamarens, baron de Montastruc et d’Aurenque, vicomte de Saint-Martin, seigneur de Peyrecave, guidon de gendarmerie, brigadier des armées du Roi, lieutenant-général de la province de Saintonge et d’Aunis; il sera propriétaire des châteaux de Flamarens, Buzet-sur-Baïse, Bouligneux, Tonneins et Montastruc (disparu). La marquise de Flamarens sera « Dame pour accompagner » Madame Adélaïde, quatrième fille de Louis XV et vivra à la cour de Versailles de 1771 à 1783.
Orpheline de mère à un an et de père à dix ans, elle vécut son enfance sous la protection de son oncle maternel, Monseigneur Georges-Louis Phélypeaux d'Herbault, (1729-1787) archevêque de Bourges et commandeur de l'ordre du Saint-Esprit, garde des sceaux et surintendant des finances de l'ordre. Il lui lèguera son hôtel particulier 87 rue de Grenelle à Paris, autrefois n°245 rue de Grenelle faubourg Saint-Germain, appelé à l'origine hôtel d'Orrouer et connu aujourd'hui sous le nom d'hôtel de Bauffremont. Son cousin, le comte de Maurepas la prit également sous sa protection; elle fera plus tard les honneurs du salon du comte et de la comtesse au 75 rue de Grenelle et passera de longs moments, en leur compagnie, au château de Pontchartrain. A Versailles, la marquise de Flamarens disposera d'un appartement au Grand Commun ; elle rejoindra souvent le comte et la comtesse de Maurepas dans leur appartement situé au-dessus de celui du Roi ainsi qu'à l'Ermitage mis à la disposition du comte de Maurepas.
À la suite de la Révolution, la marquise de Flamarens devra vendre de nombreux biens et pour acquérir le château de Villiers-les-Maillets elle se sépara de son château familial de Saint-Martin-Lamonzie qu'elle vendit le 12 octobre 1803 au général-comte Jean Boudet (1769-1809) , en l'étude de Maître Denis, notaire à Paris. C'est ainsi que le château de la famille du Vigier est toujours conservé par la famille Boudet.